# يوميوري جاينتس
يوميوري جاينتس (باليابانية: 読売ジャイアンツ) هو نادي كرة القاعدة ياباني تأسس في 1934 ، يقع مقره الرئيسي في طوكيو، ويديريه The Yomiuri Shimbun Holdings ‏، ويلعب في Central League ‏، وJapanese Baseball League ‏.

## وصلات خارجية
- الموقع الرسمي